# Maske (album)
Maske – pierwszy solowy album rapera Sido, zdobył status złotej płyty, lecz z powodu zbyt wulgarnych tekstów (szczególnie Endlich Wochenende) został zakazany. Gościnnie wystąpili Tony D & Mesut, MOK, Olij Banjo, Harris, Die Sekte. 

## Lista utworów
1. Interview - 2:17
2. Aus’m Weg - 4:23
3. Steig ein - 3:37
4. Mein Block - 4:08
5. Maske - 3:28
6. Mama ist stolz - 4:17
7. Sido und die Drogen - 1:37
8. Endlich Wochenende - 3:44 (zakazany)
9. 3 Leben (feat. Tony D & Mesut) - 4:34
10. Knast (feat. MOK) - 5:22
11. Taxi (feat. Olij Banjo) - 3:06
12. Fuffies im Club - 3:47
13. Was hat er? (feat. Olij Banjo) - 4:09
14. Glas hoch (feat. Harris) - 4:59
15. Die Sekte (feat. Die Sekte) - 5:04
16. Ghettoloch - 3:58
17. Sido aus'm Block - 1:21